# Santa Bárbara d’Oeste
Santa Bárbara d'Oeste város Brazíliában, São Paulo államban. 

## Népesség
A település népességének változása: